# Baojun 310

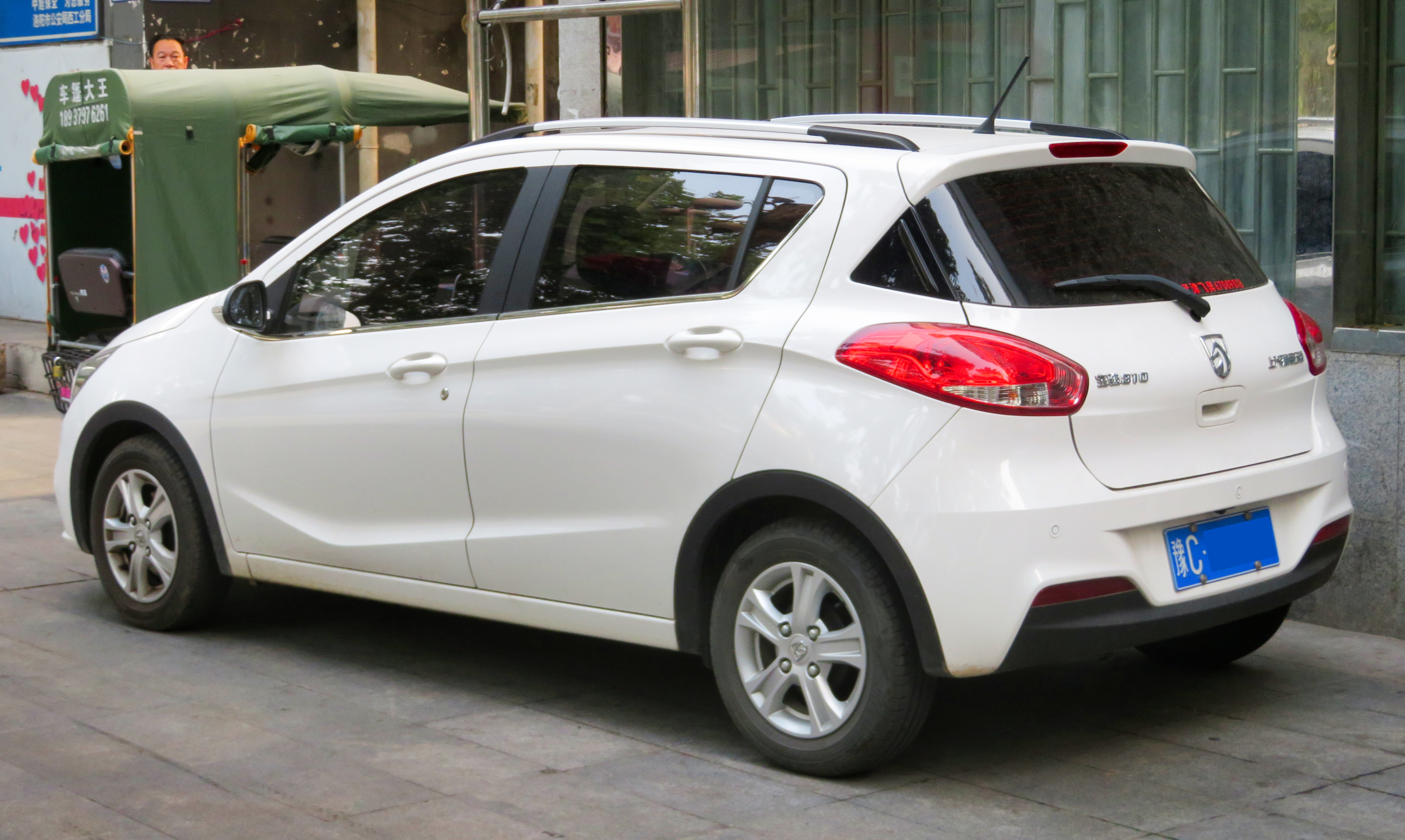
Heckansicht

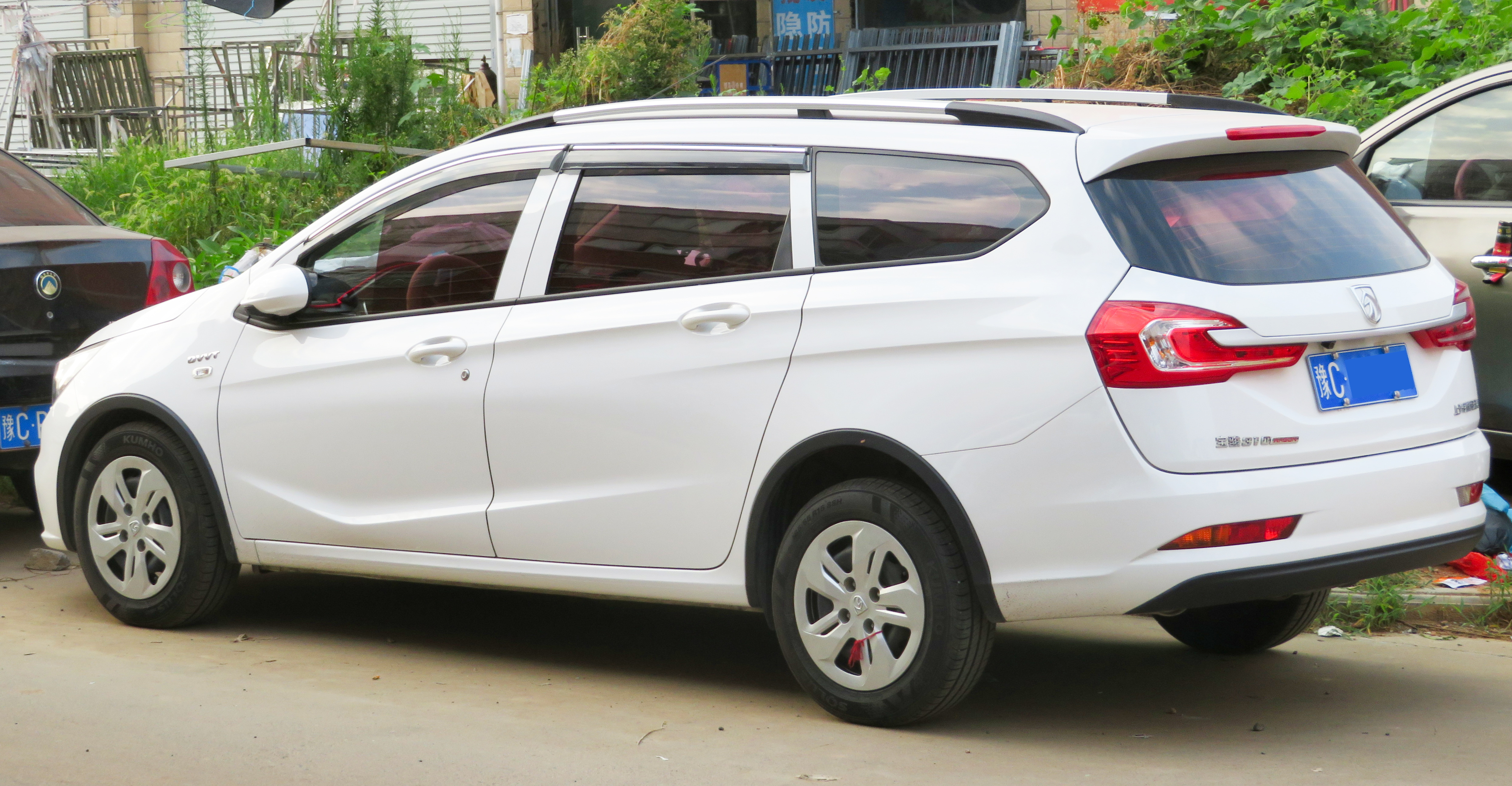
Baojun 310W (2017–2021)

Der Baojun 310 ist ein zwischen 2016 und 2021 hergestellter Kleinwagen der zum chinesischen Automobilhersteller SAIC GM Wuling gehörenden Marke Baojun.

## Geschichte
Auf der Beijing Auto Show im April 2016 wurde das Fahrzeug erstmals als Schrägheckmodell präsentiert. In China wurde es ab September 2016 verkauft. Die knapp 60 Zentimeter längere Kombiversion Baojun 310W wurde im April 2017 auf der Shanghai Auto Show als Baojun 310 Wagon vorgestellt. Sie kam im Juli 2017 in China in den Handel.
Der Baojun 330 baut auf dem 310 auf. Technisch basiert die Baureihe auf dem von SAIC General Motors produzierten Chevrolet Sail.

## Technische Daten
Für das Schrägheckmodell stand ein 1,2-Liter-Ottomotor mit einer maximalen Leistung von 60 kW (82 PS) oder eine 1,5-Liter-Ottomotor mit 82 kW (111 PS) zur Verfügung. Der Kombi war nur mit dem stärkeren Antrieb erhältlich.
|                                            | 310 1.2                       | 310 1.5                       | 310W 1.5                      | 310W 1.5                      |
| ------------------------------------------ | ----------------------------- | ----------------------------- | ----------------------------- | ----------------------------- |
| Bauzeitraum                                | 09/2016–07/2021               | 09/2017–07/2021               | 07/2019–07/2021               | 07/2017–07/2021               |
| Motorkenndaten                             |                               |                               |                               |                               |
| Motortyp                                   | Reihen-Vierzylinder-Ottomotor | Reihen-Vierzylinder-Ottomotor | Reihen-Vierzylinder-Ottomotor | Reihen-Vierzylinder-Ottomotor |
| Hubraum                                    | 1206 cm³                      | 1485 cm³                      | 1485 cm³                      | 1485 cm³                      |
| max. Leistung bei min−1                    | 60 kW (82 PS) / 5600          | 82 kW (111 PS) / 5800         | 77 kW (105 PS) / 5600         | 82 kW (111 PS) / 5800         |
| max. Drehmoment bei min−1                  | 116 Nm / 3600–4000            | 147 Nm / 3600–4000            | 135 Nm / 3600–5200            | 147 Nm / 3600–4000            |
| Kraftübertragung                           |                               |                               |                               |                               |
| Antrieb, serienmäßig                       | Vorderradantrieb              | Vorderradantrieb              | Vorderradantrieb              | Vorderradantrieb              |
| Getriebe, serienmäßig                      | 5-Gang-Schaltgetriebe         | 6-Gang-Schaltgetriebe         | 6-Gang-Schaltgetriebe         | 6-Gang-Schaltgetriebe         |
| Getriebe, optional                         | —                             | 5-Stufen-Automatikgetriebe    | 5-Stufen-Automatikgetriebe    | 5-Stufen-Automatikgetriebe    |
| Messwerte                                  |                               |                               |                               |                               |
| Höchstgeschwindigkeit                      | k. A.                         | k. A.                         | k. A.                         | k. A.                         |
| Beschleunigung, 0–100 km/h                 | 13,7 s                        | 11,5 s                        | k. A.                         | 12,3 s                        |
| Kraftstoffverbrauch auf 100 km, kombiniert | 5,3 l Super                   | 5,8 l Super                   | 6,3 l Super                   | 6,7 l Super                   |
| Tankinhalt                                 | 30 l                          | 30 l                          | 40 l                          | 40 l                          |